# Jardín botánico de Bertiz

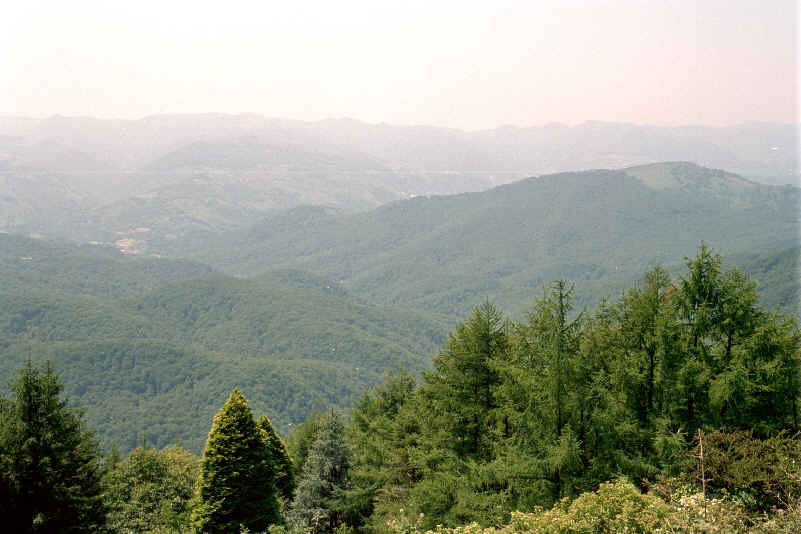
Vista desde la cumbre del señorío de Bértiz.

El Jardín Botánico de Bértiz de unas 4 hectáreas de extensión dentro del Parque natural Señorío de Bértiz, de unas 2.040 hectáreas de un bosque atlántico (robles y hayas), en Oyeregi dentro del Valle pirenáico de Bértiz-Arana, en la Comunidad Foral de Navarra, España.

## Localización

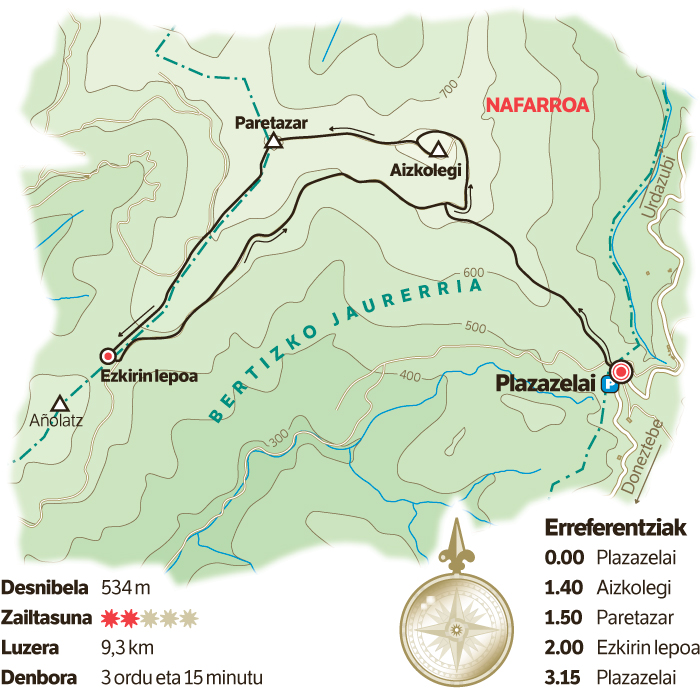
Mapa del palacio de Aizkolegi en el señorío de Bertiz.

Para llegar desde Pamplona (Navarra), seguir por la N-121A, dirección Irún. El señorío de Bértiz se localiza en Oyeregui.
Una pista de 11 kilómetros recorre su interior hasta acceder al Chalet de Aizkolegi. Situado en la cumbre de un monte a 830 metros de altitud, en el centro del parque natural.
Su clima, es cálido y muy lluvioso (hasta 2.000 litros al año), y con ausencia de heladas.

## Historia
El titular del predio Pedro Miguel Bértiz en el año 1392, fue nombrado Merino de las Montañas (o sea, juez de amplia jurisdicción), por el rey Carlos III de Navarra.
La casa solariega fue levantada en 1847 por la antigua familia Bértiz, que continuó con la propiedad hasta el siglo XIX y ampliada en 1905 por sus últimos propietarios Don Pedro Ciga y su esposa Dª Dorotea Fernández.
En 1949 Don Pedro Ciga legó por testamento de puño y letra el Señorío a Navarra y en su nombre a la Diputación Foral, con la exigencia de conservarlo sin variar sus características naturales, y declarado parque natural en 1984.

## Vegetación
El jardín botánico del Señorío de Bértiz alberga unas 120 especies procedentes de todo el mundo ya que gracias a su microclima suave acoge plantas de climas templados y subtropical, destacando entre otros, Camelias, Palma, Ciprés calvo, Araucaria, Ginkgo, Liquidambar, diferentes especies de bambú y nenúfares, alrededor de un pequeño lago.

## Actividades
- En el Palacio del siglo XVIII, se albergan exposiciones temporales en su planta baja (el resto se utiliza como oficinas, para cursos, y reuniones).[5]
- La antigua cochera con una maqueta del señorío y posibilidad de ver varios audiovisuales.[6]
- El caserío Tenientetxea, donde se encuentra el Centro de Interpretación de la naturaleza.[7]

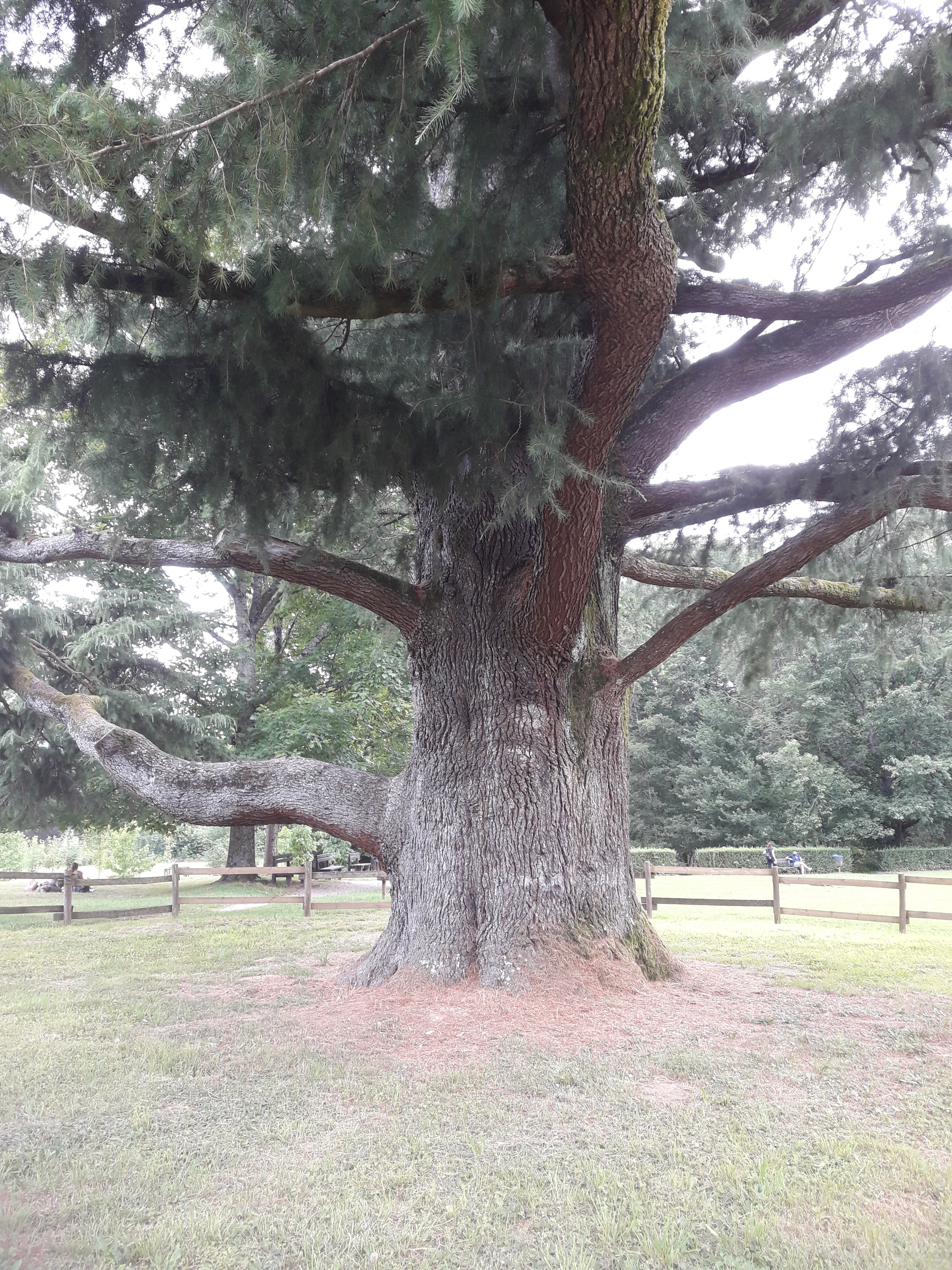
Cedro centenario de Bértiz.
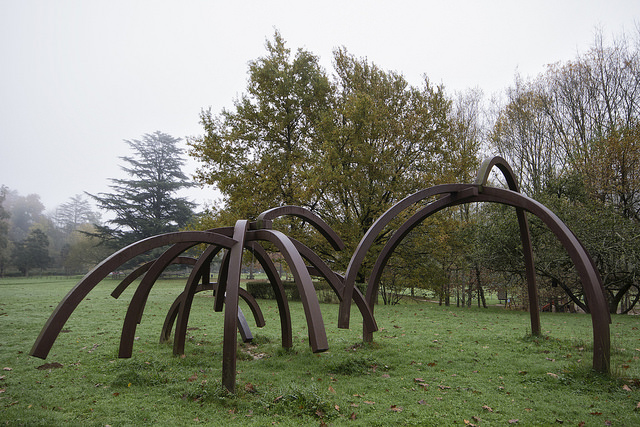
Escultura " Arañas del sueño " ante el merendero del Parque.
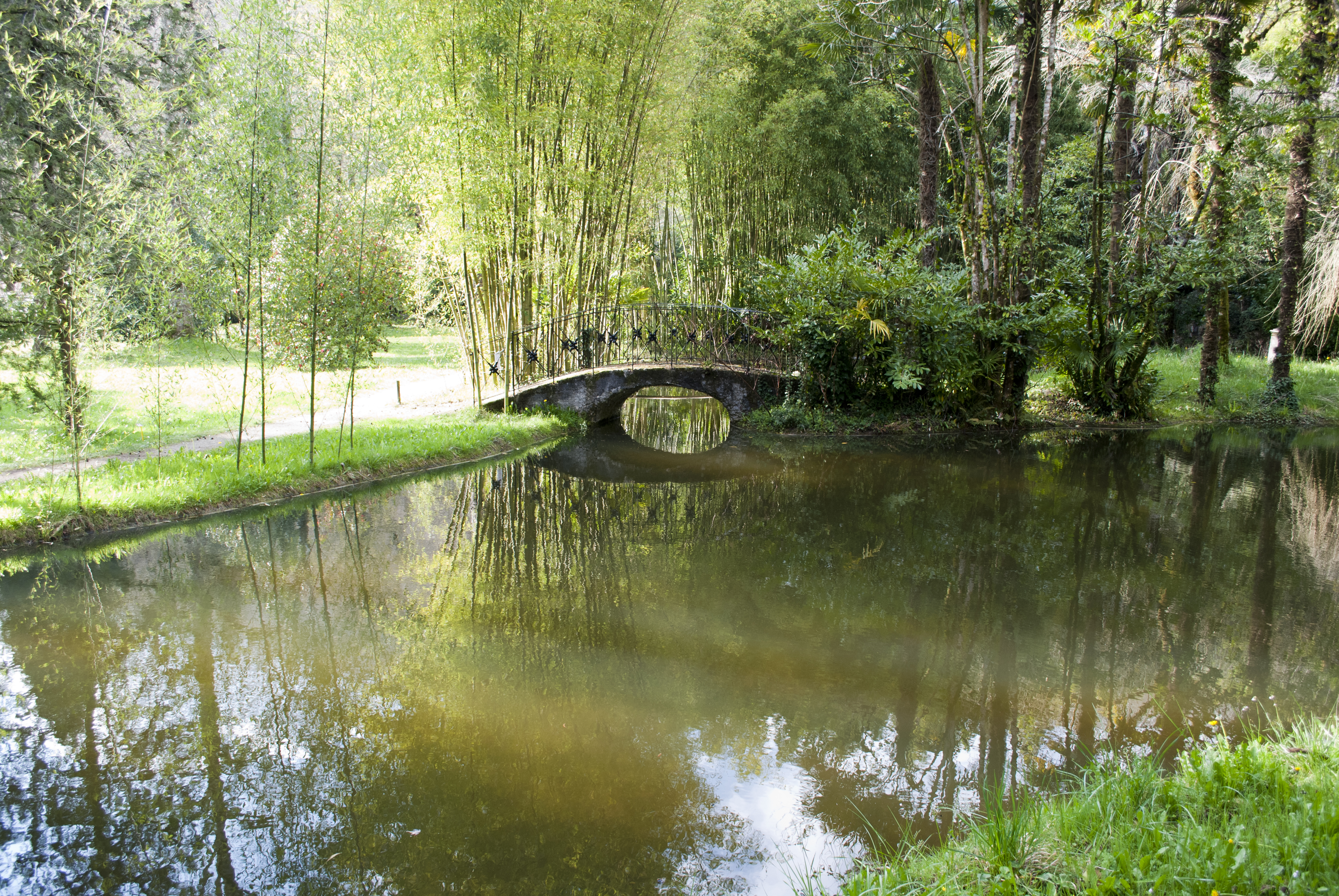
Plano de agua en el Parque Nacional Bértiz.
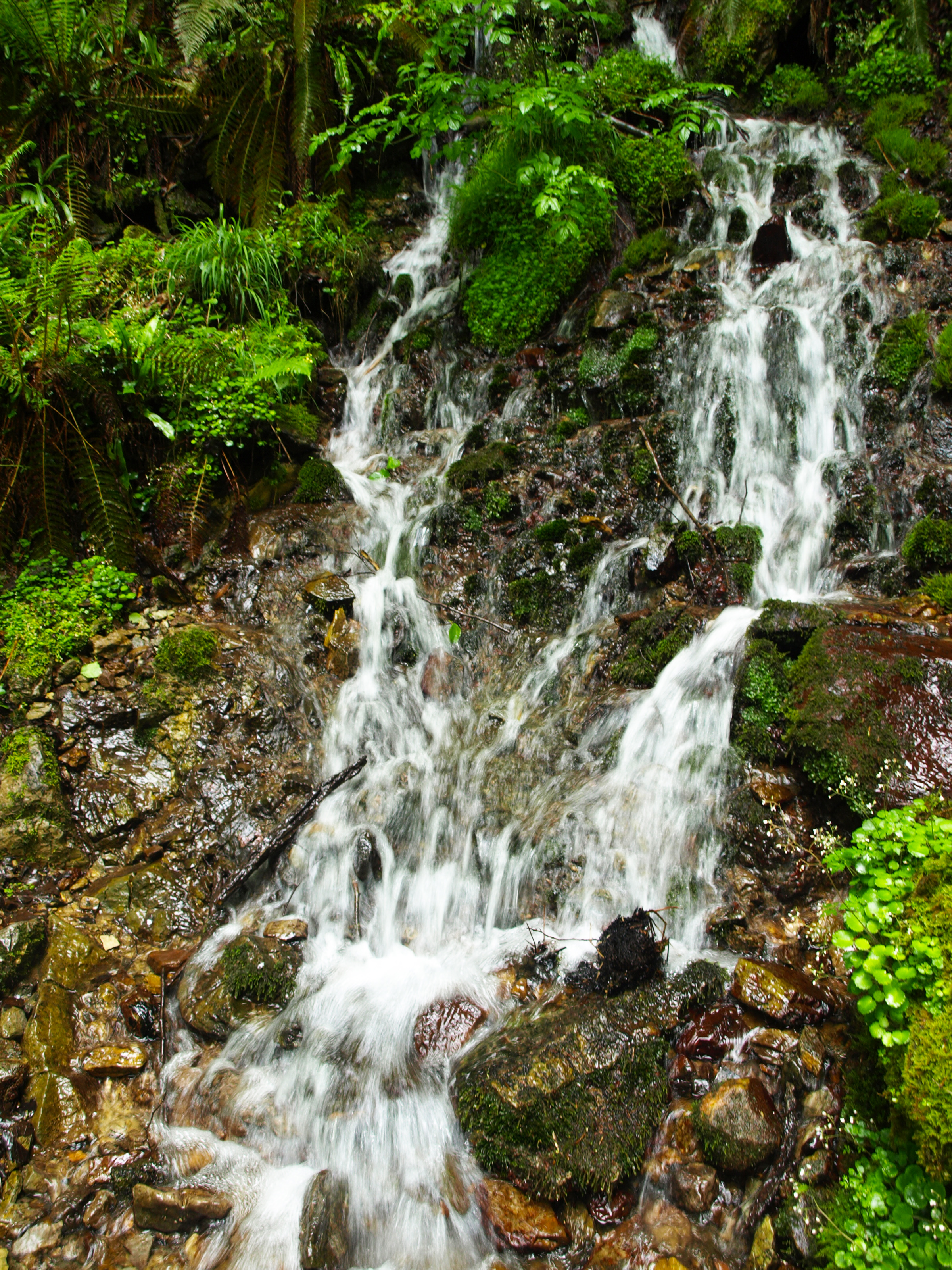
Bosque de Señorío de Bértiz.